# 1259
El 1259 (MCCLIX) va ser un any comú començat en dimecres del calendari julià.

## Esdeveniments
- Carles I d'Anjou entra a Itàlia i ocupa Coni, Alba, Cherasco, Vall de la Maira i Val d'Estura, i es fa proclamar senyor de Cuneo i de Borgo San Dalmazzo. Els marquesos de Saluzzo, Ceva i Cravansana es declaren vassalls seus.[1]
- A la mort de Mongke, quart kakhan dels mongols, net de Genguis Kan, fill de Tului i de Sorgaqtani, arriba al poder el seu germà Khublai Khan.[2]
- Setembre: Batalla de Pelagònia entre l'Imperi de Nicea i el despotat de l'Epir, el regne de Sicília i el principat d'Acaia. Va assegurar la reconquesta nicena de Constantinoble i el final de l'Imperi Llatí el 1261.[3]

## Necrològiques
- Mongke, emperador dels mogols, net de Genguis Kan.[2]
- Tomàs II de Savoia, comte regent de Savoia.[4]